# 字花
字花亦稱花會（包含押花會、壓花會、掛花會、打花會等等），是中國民間流行的一種賭博方法。開賭的方法大致如下：莊家會預先開出一個列表，內有三十六個人名或三十六種物品。每次開賭時，抽出其中一個，把寫上名字的紙或竹牌，覆蓋起來，放在當眼的地方，讓賭徒下注。過一段時間以後，打開謎底然後派彩。派彩一般為“一賠三十”（1:30）左右。
字花自清代中葉在民間流傳，在福建、兩廣、江浙一帶以至天津、上海都曾流行一時。不同地方開字花的方式會略有不同。例如所選用來開字花的人名或物品，有用36個古人，也有用36個地名，36種動物，甚至36種職業等等。有些地方的莊家（稱「字花廠」）提供一些似是而非的提示以提高投注興趣。有規模的字花廠更多會建立網絡，透過大小代理，四處收受投注。
開字花作弊的情況非常常見，例如莊家看見買中的投注太多，可以藉詞取消開彩，甚至挾款一走了之。民間沉迷賭博，亦造成大量各樣的社會問題。所以自清朝以來，各地方及各朝政府都有禁止字花，但往往都是屢禁不止。
中华人民共和国建立后，在中國大陸禁絶字花。但近年在一些地方，字花又再死灰復燃。目前中國大陸有些不法之徒就是用这种字花，作为香港六合彩的外围黑庄予以詐骗。
在香港，政府為打擊字花，在1975年起開辦多重彩與隔年改組的六合彩奬券開彩，把民間的非法活動加以規範，得到的收益則撥作慈善用途。